# Pavetta decumbens
Pavetta decumbens är en måreväxtart som beskrevs av Karl Moritz Schumann och Kurt Krause. Pavetta decumbens ingår i släktet Pavetta och familjen måreväxter. Inga underarter finns listade i Catalogue of Life.